# 寶塔實憐
寶塔實憐（13世纪—1315年）即元朝薊國大長公主，是忽必烈之子真金之子晋王甘麻剌（元顯宗）之女，高丽忠宣王的王后。
出生年份没有记载。

## 亲属
- 曾祖父：元世祖忽必烈
- 祖父：真金
- 父亲：甘麻剌
- 兄弟：松山 (梁王)、元泰定帝也孙铁木儿、迭里哥儿不花
- 丈夫：高麗忠宣王王璋